# Kvarndammen (Hinneryds socken, Småland)
Kvarndammen är en sjö i Markaryds kommun i Småland och ingår i Lagans huvudavrinningsområde.